# 恩宠桥

恩宠桥（Ponte alle Grazie）是意大利佛罗伦萨的一座桥梁，跨阿诺河。
最初的恩宠桥兴建于1227年，1345年重建为九拱桥，为佛罗伦萨最古老、最长的桥梁。其中两个桥拱在1347年被堵上，以拓宽Mozzi广场。桥上曾建有建筑，如同今日的老桥，但在1876年拆除，为铁路让路。
1944年8月，第二次世界大战期间，该桥被撤退的德军摧毁。战后重建时举行了设计比赛。新桥在1953年完成。